# Lady of the Storm
Lady of Storm (en hangul, 폭풍의 여자; romanización revisada, Pogpungui Yeoja) es una serie de televisión surcoreana transmitida por MBC, desde el 3 de noviembre de 2014 hasta el 15 de mayo de 2015, protagonizada por Park Sun Young, Go Eun Mi y Hyun Woo Sung, Jung Chan, Sunwoo Jae Deok y Park Joon Hyuk.

## Reparto

### Personajes principales
- Park Sun Young como Han Jung Im / Grace Han.[4]
  - Park Ji Soo como Han Jung Im (niña).
- Go Eun Mi como Do Hye Bin.
- Hyun Woo Sung como Park Hyun Woo.
- Jung Chan como Park Hyun Sung.
- Sunwoo Jae Deok como Do Joon Tae
- Park Joon Hyuk como Jang Moo Young.

### Personajes secundarios
- Kang Moon Kyung como Do Won Joong.
- Yoon So Jung como Noh Soon Man.
- Park Jung Soo como Lee Myung Ae.
- Lee Yoon Jung como Park Min Joo.
- Shin Yeon Sook como Go Chun Shim.
- Jung Chan Bi como Jang So Yoon.
- Lee Joo Shil como Kim Wok Ja.
- Song Yi Woo como Jang Mi Young.

### Otros personajes
- Park Jung Sook como Oh Bong Sun.
- Jung Ji In como Kim Dong Yi.
- Cho Yi Haeng como Secretario Yong Jung Won.
- Seo Hyun Woo como Peter Yoon.
- Lee Yoon Ae como Enfermera Kim Hyo Jin.
- Gong Jae Won como Secretario Choi.
- Kim Dong Kyun como Abogado Cho Tae Suk.
- Choi Young como Detective Kang Deuk Goo.
- Kang Min Jung como Reportera Yeo.
- Jin Young Bum como Reportero.

## Producción
El guion del drama ganó el premio 'A masterpiece' en el '2013 MBC drama competition', por lo que fue estrenado.

## Emisión internacional
- Myanmar: Skynet (2015).
- Taiwán: Videoland Drama (2015-2016).